# Deutsche Dreiband-Meisterschaft 1984/85

Veranstaltungsort: Gelsenkirchen

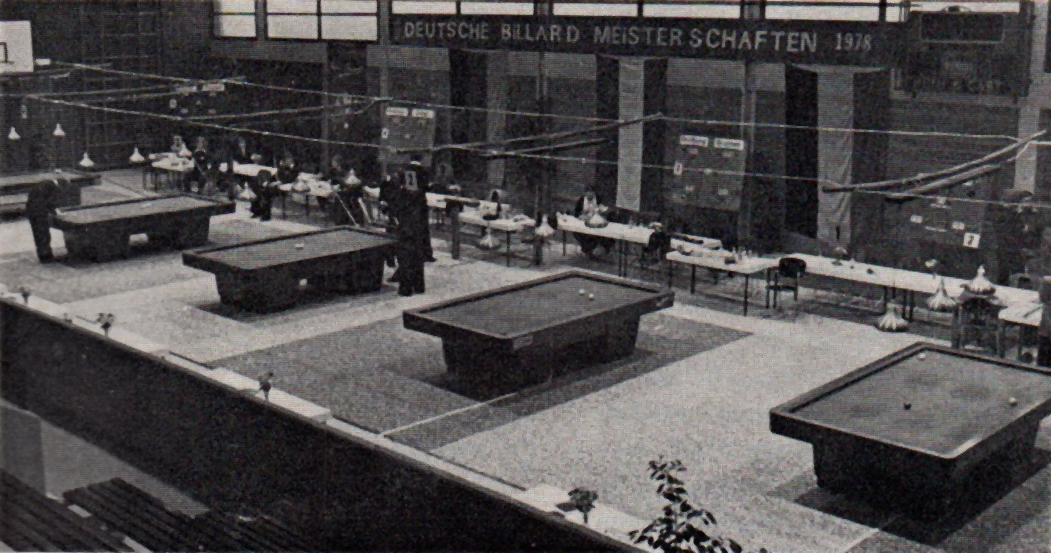
Die Veranstaltungshalle der Deutschen Billardmeisterschaften

Die Deutsche Dreiband-Meisterschaft 1984/85 (DDM) war die 51. Ausgabe dieser Turnierserie und fand am 13. Oktober 1984 in Gelsenkirchen statt.

## Geschichte
Örtlicher Organisator und Ausrichter im Auftrag des Deutschen Billard-Bunds (DBB) war der BC Feldmark 34 Gelsenkirchen. Als Veranstaltungsort wurde wieder das Sportzentrum Schürenkamp, das mit ihren Räumlichkeiten eine entsprechende Ausstattung bereitstellen konnte.
Zum achten Mal gewann der Berliner Dieter Müller die Deutsche Dreibandmeisterschaft. In keiner seiner beiden Turnierpartien kam er in enste Bedrängnis. Seine erste Medaille bei einer Deutschen Meisterschaft holte sich der Düsseldorfer Günter Schüssler mit Platz zwei. Als Dritter schaffte der Münchener Johann Waiz zum zweiten Mal den Sprung aufs Podest.

## Modus
Gespielt wurde in den Qualifikationsgruppen bis 50 Punkte oder 75 Aufnahmen. In der Endrunde wurde bis 50 Punkte ohne Aufnahmenbegenzung gespielt. Das gesamte Turnier wurde mit Nachstoß gespielt. Die Endplatzierung ergab sich aus folgenden Kriterien:
1. Matchpunkte
2. Generaldurchschnitt (GD)
3. Höchstserie (HS)

### Turnierverlauf
| # | Name                        | MP  | GD    | BED   | HS |
| - | --------------------------- | --- | ----- | ----- | -- |
| 1 | Johann Waiz (München)       | 6:0 | 0,828 | 1,000 | 7  |
| 2 | Rainer Neff (Mannheim)      | 4:2 | 0,736 | 0,980 | 6  |
| 3 | Rainer Schiwek (Frankfurt)  | 2:4 | 0,675 | 0,626 | 5  |
| 4 | Fritz Günther (Neunkirchen) | 0:6 | 0,608 | -     | 7  |

| MP    | Match Punkte (Sieger = 2; Unentschieden = 1; Verlierer = 0) |
| SV    | Satzverhältnis (nur bei Turnieren im Satzsystem)            |
| Pkte. | Erzielte Karambolagen                                       |
| Aufn. | benötigte Aufnahmen                                         |
| GD    | Generaldurchschnitt                                         |
| MGD   | Mannschafts-Generaldurchschnitt                             |
| BED   | Bester Einzeldurchschnitt eines Spielers                    |
| BEMD  | Bester Einzeldurchschnitt einer Mannschaft                  |
| BSD   | Bester Satzdurchschnitt eines Spielers                      |
| HS    | Höchstserie                                                 |
| WRP   | Weltranglistenpunkte                                        |

| # | Name                          | MP  | GD    | BED   | HS |
| - | ----------------------------- | --- | ----- | ----- | -- |
| 1 | Günter Schüssler (Düsseldorf) | 6:0 | 0,882 | 0,961 | 6  |
| 2 | Christian Rudolph (Köln)      | 4:2 | 0,934 | 1,470 | 6  |
| 3 | Hans-Jürgen Kühl (Altenessen) | 2:4 | 0,801 | 0,909 | 12 |
| 4 | Gert Tiedtke (Koblenz)        | 0:6 | 0,617 | -     | 5  |

| MP    | Match Punkte (Sieger = 2; Unentschieden = 1; Verlierer = 0) |
| SV    | Satzverhältnis (nur bei Turnieren im Satzsystem)            |
| Pkte. | Erzielte Karambolagen                                       |
| Aufn. | benötigte Aufnahmen                                         |
| GD    | Generaldurchschnitt                                         |
| MGD   | Mannschafts-Generaldurchschnitt                             |
| BED   | Bester Einzeldurchschnitt eines Spielers                    |
| BEMD  | Bester Einzeldurchschnitt einer Mannschaft                  |
| BSD   | Bester Satzdurchschnitt eines Spielers                      |
| HS    | Höchstserie                                                 |
| WRP   | Weltranglistenpunkte                                        |

| # | Name                        | MP  | GD    | BED   | HS |
| - | --------------------------- | --- | ----- | ----- | -- |
| 1 | Edgar Bettzieche (Bochum)   | 6:0 | 0,815 | 0,892 | 7  |
| 2 | Falko Willenberger (Berlin) | 4:2 | 0,786 | 0,847 | 5  |
| 3 | Günter Siebert (Bottrop)    | 2:4 | 0,779 | 0,909 | 4  |
| 4 | Gerald Schröck (Kassel)     | 0:6 | 0,580 | -     | 7  |

| MP    | Match Punkte (Sieger = 2; Unentschieden = 1; Verlierer = 0) |
| SV    | Satzverhältnis (nur bei Turnieren im Satzsystem)            |
| Pkte. | Erzielte Karambolagen                                       |
| Aufn. | benötigte Aufnahmen                                         |
| GD    | Generaldurchschnitt                                         |
| MGD   | Mannschafts-Generaldurchschnitt                             |
| BED   | Bester Einzeldurchschnitt eines Spielers                    |
| BEMD  | Bester Einzeldurchschnitt einer Mannschaft                  |
| BSD   | Bester Satzdurchschnitt eines Spielers                      |
| HS    | Höchstserie                                                 |
| WRP   | Weltranglistenpunkte                                        |

## Finalrunde
| Halbfinale       |     |    |    |       |       |   |
| Günter Schüssler | 2:0 | 50 | 77 | 0,649 | 0,649 | 4 |
| Edgar Bettzieche | 0:2 | 33 | 77 | 0,428 | -     | 4 |
| Dieter Müller    | 2:0 | 50 | 45 | 1,111 | 1,111 | 6 |
| Johann Waiz      | 0:2 | 21 | 45 | 0,466 | -     | 3 |
| Spiel um Platz 3 |     |    |    |       |       |   |
| Edgar Bettzieche | 0:2 | 48 | 69 | 0,695 | -     | 4 |
| Johann Waiz      | 2:0 | 50 | 69 | 0,724 | 0,724 | 5 |
| Finale           |     |    |    |       |       |   |
| Günter Schüssler | 0:2 | 35 | 61 | 0,573 | -     | 4 |
| Dieter Müller    | 2:0 | 50 | 61 | 0,819 | 0,819 | 4 |

## Abschlusstabelle
| MP    | Match Points (Sieger = 2; Unentschieden = 1; Verlierer = 0) |
| Pkte. | Erzielte Karambolagen                                       |
| Aufn. | Benötigte Versuche                                          |
| GD    | Generaldurchschnitt                                         |
| BED   | Bester Einzeldurchschnitt eines Spielers                    |
| HS    | Höchstserie                                                 |
|       | Bester GD des Turniers                                      |
|       | Bester ED des Turniers                                      |
|       | Beste HS des Turniers                                       |
|       | 1. Platz (Gold)                                             |
|       | 2. Platz (Silber)                                           |
|       | 3. Platz (Bronze)                                           |

| Endklassement              | Endklassement                 | Endklassement | Endklassement | Endklassement | Endklassement | Endklassement | Endklassement | Endklassement | Endklassement |
| Platz                      | Name                          | MP            | Pkt.          | Aufn.         | GD            | BED           | HS            |               |               |
| -------------------------- | ----------------------------- | ------------- | ------------- | ------------- | ------------- | ------------- | ------------- | ------------- | ------------- |
| 1                          | Dieter Müller (Berlin)        | 4:0           | 100           | 106           | 0,943         | 1,111         | 6             |               |               |
| 2                          | Günter Schüssler (Düsseldorf) | 2:2           | 85            | 138           | 0,615         | 0,649         | 4             |               |               |
| 3                          | Johann Waiz (München)         | 2:2           | 71            | 114           | 0,622         | 0,724         | 5             |               |               |
| 4                          | Edgar Bettzieche (Bochum)     | 0:4           | 81            | 146           | 0,554         | -             | 4             |               |               |
| Turnierdurchschnitt: 0,668 |                               |               |               |               |               |               |               |               |               |